# Oreobates quixensis
El sapito bocón amazónico (Oreobates quixensis) es una especie de anfibio anuro de la familia Craugastoridae. Se distribuye por las selvas de la Amazonía oriental desde el sur de Colombia al norte de Bolivia, entre los 100 y los 1000 metros de altitud.
Es de color marrón claro con manchas marrón oscuro y se caracteriza por tener un dorso muy verrucoso. Tiene prominentes bandas labiales oscuras. El vientre es blanquecino con un reticulado oscuro. Mide entre 2 y 7 cm. Sus puestas contienen entre 15 y 51 huevos. Es una especie con desarrollo directo, lo que significa que no tiene fase larvaria.